# Baskakeren
Baskakeren war ein nubischer König.
Baskakeren ist nur durch seine Pyramide Nu 19 in Nuri bekannt. Dort fand sich eine Stele mit seinem Namen (heute in Khartum). Die Pyramide ist mit 12,30 m × 12,30 m in der Grundfläche relativ klein und mag auf eine kurze Regierungszeit schließen lassen. Die Reste seiner Grabausstattung wie goldene Fingerkuppen und Rosetten sprechen aber dafür, dass er mit allen königlichen Ehren begraben wurde.